# Home Nations Championship 1907
Home Nations Championship 1907 – dwudziesta piąta edycja Home Nations Championship, mistrzostw Wysp Brytyjskich w rugby union, rozegrana pomiędzy 12 stycznia a 16 marca 1907 roku. W turnieju zwyciężyła Szkocja, która pokonała wszystkich rywali i tym samym zdobyła Triple Crown.
Zgodnie z ówczesnymi zasadami punktowania dropgol był warty cztery punkty, podwyższenie dwa, natomiast przyłożenie i pozostałe kopy trzy punkty.

## Mecze
| 12 stycznia 1907 | Walia                                                       | 22:0(13:0) | Anglia | St. Helens Ground, Swansea Widzów: 12 000 Sędzia: John Gillespie |
| 12 stycznia 1907 | Brown 3 (P) Gibbs 7 (P, 2pd) Maddock 6 (2P) Williams 6 (2P) | 22:0(13:0) |        | St. Helens Ground, Swansea Widzów: 12 000 Sędzia: John Gillespie |

| 2 lutego 1907 | Szkocja                     | 6:3(0:3) | Walia          | Inverleith, Edynburg Sędzia: C. Lefevre |
| 2 lutego 1907 | Monteith 3 (P) Purves 3 (P) | 6:3(0:3) | Winfield 3 (K) | Inverleith, Edynburg Sędzia: C. Lefevre |

| 9 lutego 1907 | Irlandia                                                  | 17:9(14:0) | Anglia                                    | Lansdowne Road, Dublin Widzów: 10 000 Sędzia: J. Tulloch |
| 9 lutego 1907 | Caddell 6 (2P) Tedford 3 (P) Thrift 3 (P) Parke 5 (pd, G) | 17:9(14:0) | Imrie 3 (P) Slocock 3 (P) Pickering 3 (K) | Lansdowne Road, Dublin Widzów: 10 000 Sędzia: J. Tulloch |

| 23 lutego 1907 | Szkocja                                                               | 15:3(0:3) | Irlandia    | Inverleith, Edynburg Sędzia: Arthur Jones |
| 23 lutego 1907 | Frew 3 (P) Purves 3 (P) Sanderson 3 (P) Geddes 4 (2pd) Macleod 2 (pd) | 15:3(0:3) | Parke 3 (K) | Inverleith, Edynburg Sędzia: Arthur Jones |

| 9 marca 1907 | Walia                                                                     | 29:0(6:0) | Irlandia | Cardiff Arms Park, Cardiff Sędzia: F. Marsh |
| 9 marca 1907 | Bush 7 (P, dg) Gabe 3 (P) Jones 3 (P) Williams 9 (3P) Winfield 7 (2pd, K) | 29:0(6:0) |          | Cardiff Arms Park, Cardiff Sędzia: F. Marsh |

| 16 marca 1907 | Anglia       | 3:8 | Szkocja                   | Rectory Field, Blackheath Widzów: 17 000 Sędzia: T. Schofield |
| 16 marca 1907 | Peters 3 (P) | 3:8 | Purves 3 (P) Simson 3 (P) | Rectory Field, Blackheath Widzów: 17 000 Sędzia: T. Schofield |

## Inne nagrody
- Triple Crown –  Szkocja (po pokonaniu wszystkich rywali)
- Calcutta Cup –  Szkocja (po zwycięstwie nad Anglią)
- Drewniana łyżka –  Anglia (za zajęcie ostatniego miejsca w turnieju)